# Meneca Norton
Dora Raquel De Carvalho  más conocida como Meneca Norton (Buenos Aires, Argentina; 26 de octubre de 1921 - Id; 4 de agosto de 1980) fue una primera actriz radial argentina de vasta trayectoria artística.

## Carrera

### Radioteatro
Considerada como un baluarte del radioteatro argentino, Norton se inició desde muy jovencita en la radio al lado de su madre, la también actriz de radio Misia Mariquita. Juntas actuaron en la audición infantil de  La voz del aire por LG9 cuando Meneca tenía cinco años de edad. Posteriormente integró el radioteatro de Palmolive del aire y Ronda policial.
También trabajó en Radio París, en la época en la que esta emisora tenía acaparada la atención de medio Buenos Aires. Su director Santos Llanda la incorporó a su elenco. Allí se relacionó y vínculo con el actor cómico Guido Gorgatti, con quien muy pronto habrían de formar pareja para incorporarse a Radio Porteña e integrar el elenco de La familia de Pancha Rolón, una de las compañías que hicieron suceso durante quince años.
Arturo Placentini le hizo firmar contrato para formar pareja con el actor Héctor Coire con quien hizo el popular radioteatro Daniel Aldao, el valiente.
Su final en la radiodifusión argentina tuvo lugar en Radio Splendid donde a través de muchos años formó varias compañías con actores como Héctor Coirde, Amadeo Novoa (con quien hizo Las grandes novelas del pasado), Alberto Argibay, Juan Carlos Palma y Fabio Zerpa.
Se le otorgó la medalla de oro del radioteatro por parte de LR4 Radio Splendid.
Entre alguno de los tantos radioteatros que actuó cabe nombrar:
- Ronda policial (1938), con Nelly Láinez.
- Cartas de amor (1939), por Splendid con Mecha Ortiz y Roberto Escalada.
- El álbum de la familia (1939)
- Crónicas humanas (1939), con Lita Sandoval, José Antonio Paonessa, Dardo Quiroga y Horacio Denis. Con animación de Iván Caseros. Por Radio El Mundo.
- Crimen a bordo (1939), con José Paonessa, Rodolfo Velich, Lita Sandoval y Olga Montes.
- El hombre de acero (1939)
- Daniel Aldao, el valiente, con Héctor Coire, Lucía Dufour, Julia Vidal, Carlos A. Petit, Gustavo Cavero y Ernesto Villegas.
- Detrás del silencio, con Hilda Bernard y Ricardo Durán.
- No habrá perdón con Alfredo Alcón, Violeta Antier, Susy Kent y Guillermo Cervantes Luro.
- Reviviendo la emoción del tango, junto con Queca Herrero, Hugo Pimentel, Américo Acosta Machado y Ricardo Passano.
- Teatro de Misterio Volcán, en el episodio Los crímenes científicos del Dr. Van Dine, protagonizado por Enrique Roldán, Queca Herrero, Juan Siches de Alarcón, Américo Acosta Machado, Pablo Lagarde y Ricardo Passano.[2]
- Imagen de Renata (1952).
- Ayer y hoy con Martha Quinteros, Ernesto Bustamante, Juana Vehil y la orquesta de Julio Rosemberg.
- Tres sonrisas y un grito, original de Abel Santa Cruz, con Eva Franco, Roberto Airaldi, Mabel Paz, Pedro Buchardo. Con la dirección de Catrano Catrani.

### Televisión
En la pantalla chica actuó en el teleteatro, Privado y confidencial, con guion de Nené Cascallar.
En 1967 formó el personal de la tira cómica Dr. Cándido Pérez, señoras, protagonizada por Juan Carlos Thorry y Julia Sandoval, junto a Teresa Blasco, Cristina Gaymar, Lucio Deval, Mónica Grey y Rodolfo López Ervilha.

### Teatro
Desde muy chica tuvo la oportunidad de formar parte de la compañía de Angelina Pagano, donde hace sus primeros pasos en el Teatro San Martín donde realizó cinco años de intenso labor, ya había debutado anteriormente con Pacheco de Alvear.
Hizo teatro clásico con Raúl de Langue, presentándose en el magnífico escenario levantado en el atrio de la Iglesia del Carmen.

## Vida privada y últimos años
Norton estuvo casada por varios años con un hombre cercano al ambiente con quien tuvo tres hijos llamados Cecil, Edmundo y Juan Carlos Mera. La actriz Meneca Norton falleció en agosto de 1980 a los 60 años tras una larga enfermedad, la noticia de su deceso fue comunicada por Radio Splendid, la emisora a la que le dedicó gran parte de su carrera. Sus restos descansan en el panteón de la Asociación Argentina de Actores del Cementerio de la Chacarita